# Mellieħa
Mellieħa (maltesisch il-Mellieħa [ɪl mɛˈlːɪːħɐ]) ist eine ländliche, touristisch erschlossene Kleinstadt der Republik Malta mit 11.693 Einwohnern (Stand 31. Dezember 2020). Sie liegt im Nordwesten der Insel auf einer Anhöhe zwischen St. Paul’s Bay und Mellieħa Bay. Zur Gemeinde gehören auch die unbewohnten Saint Paul’s Islands.

## Geschichte

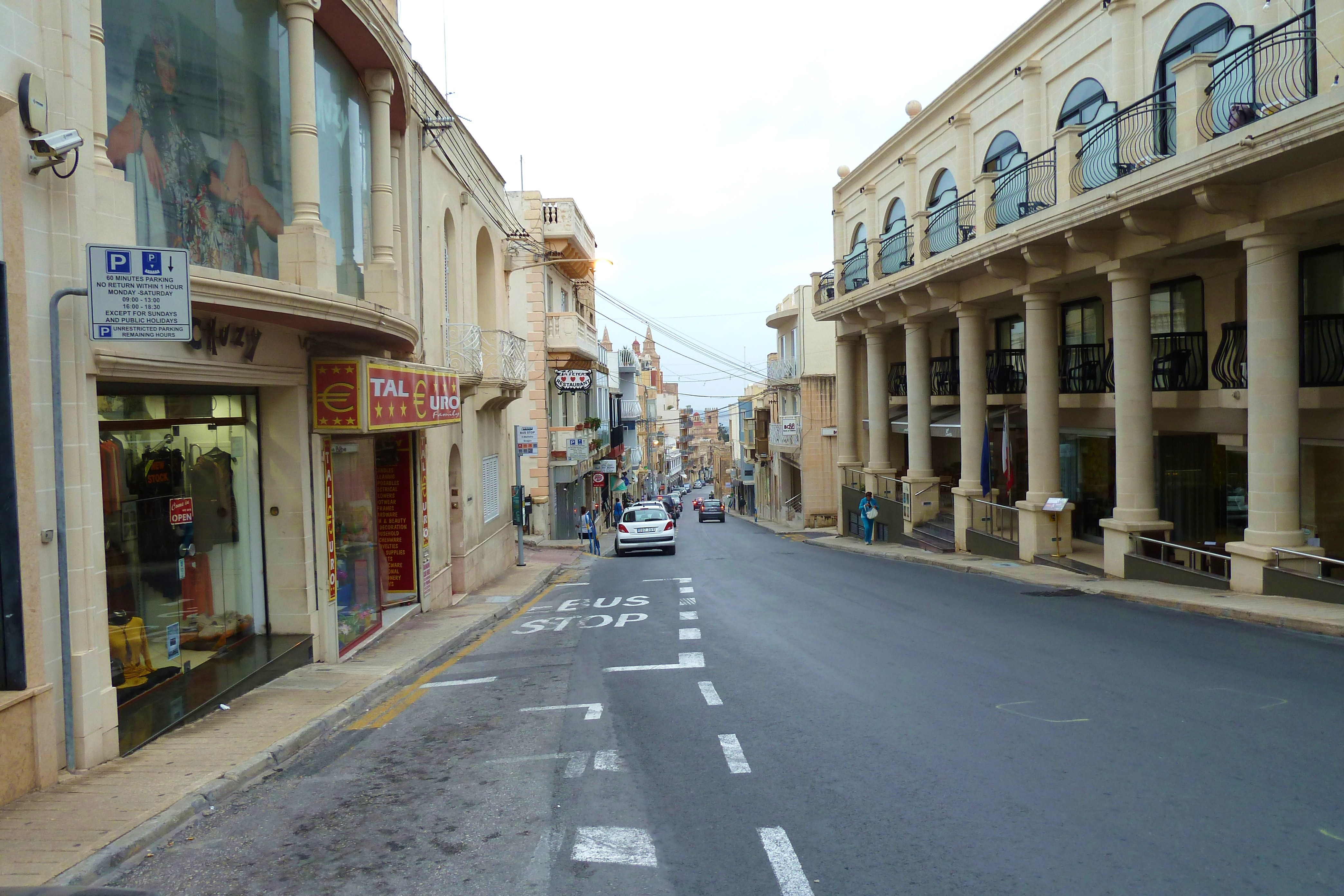
Die Hauptstraße Triq Ġorġ Borg Olivier in Mellieħa

Funde von einfachen Werkzeugen und Gräbern deuten darauf hin, dass Mellieħa seit 3000 v. Chr. bewohnt wurde.

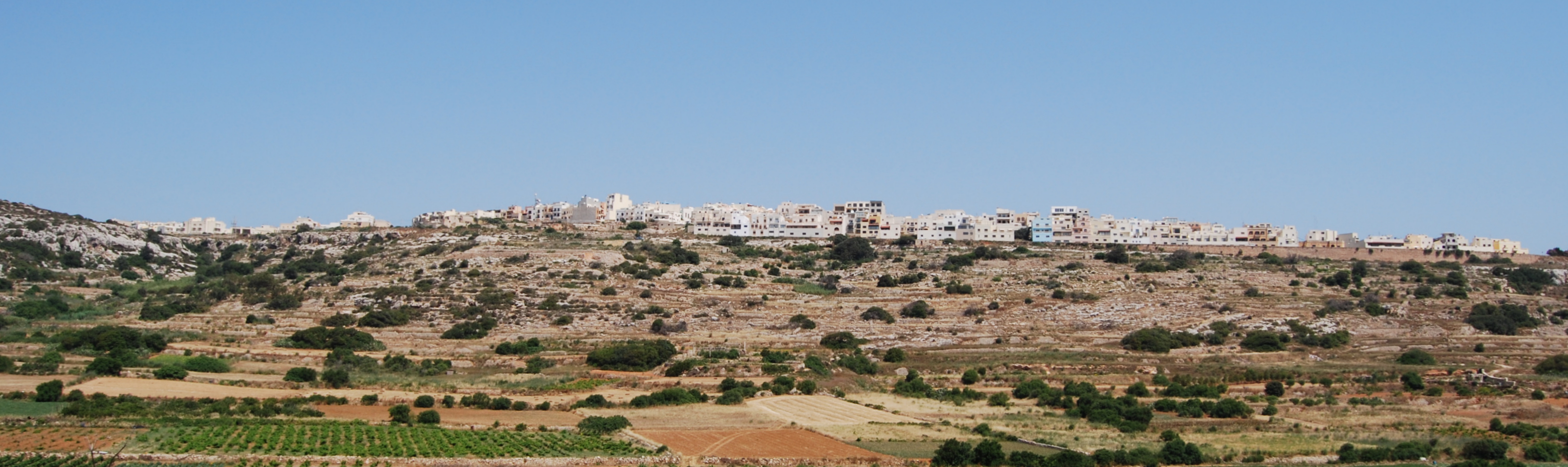
Panoramaaufnahme von Mellieħa

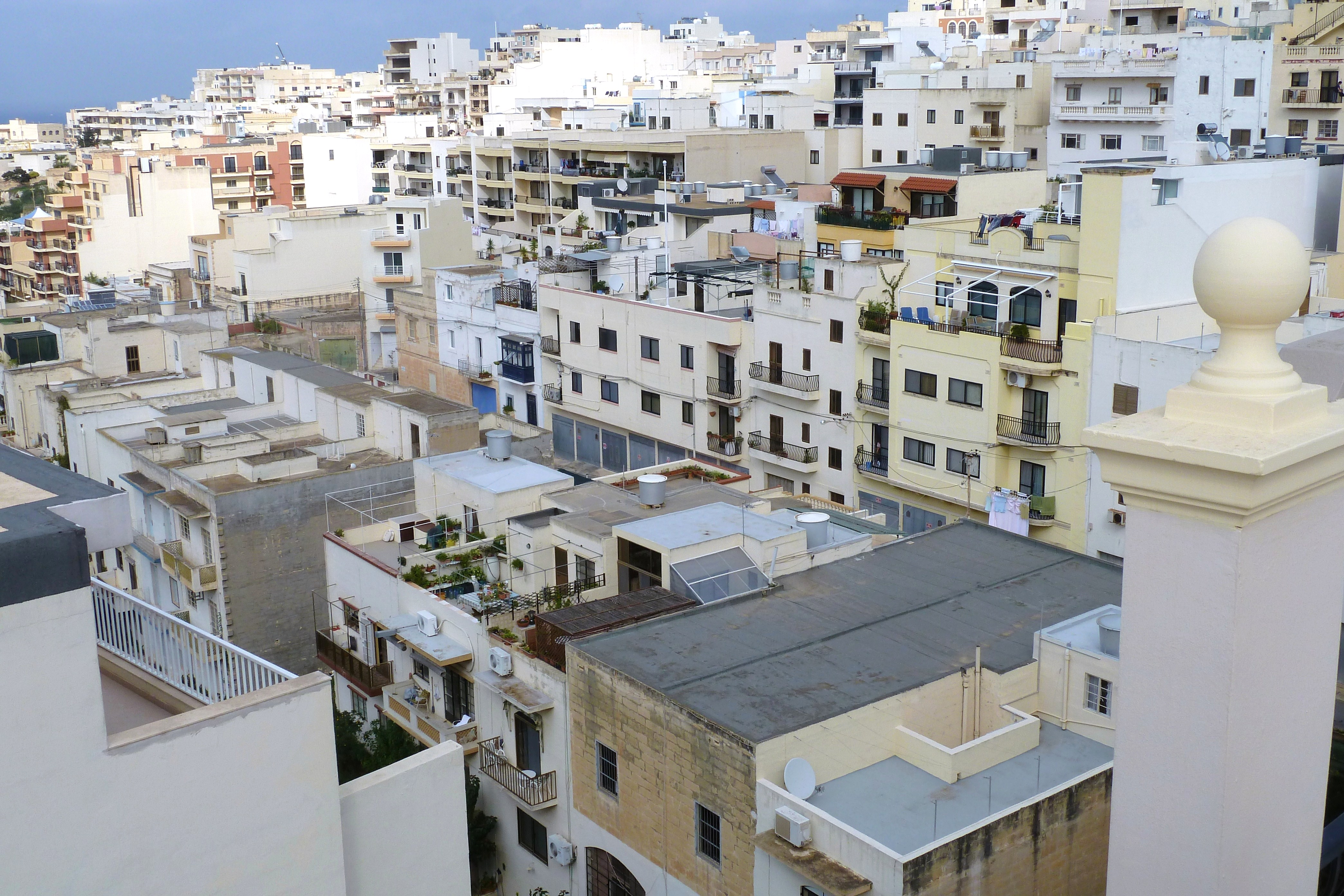
Blick auf das Häusermeer der Stadt

Während der römischen und byzantinischen Besatzung Maltas (ca. 210 v. Chr. bis 870 n. Chr.) lebten in der Region um Mellieħa hauptsächlich Bauern und Fischer. Als Behausungen dienten überwiegend natürliche Höhlen. In Zeiten der arabischen Besatzung (870 bis 1127 n. Chr.) wurde die Region Mellieħa von den Einwohnern verlassen.
Während der Regierungszeiten der Johanniter (1530–1798) wurde Mellieħa allmählich neu besiedelt. Die damals erbaute und noch bis heute in Teilen erhaltene Kapelle der heiligen Jungfrau Maria diente den Einwohnern ganz Maltas als Pilgerstätte. Sie enthält eine direkt auf den Fels gemalte Mariendarstellung, die der Legende nach vom Evangelisten Lukas stammen soll, tatsächlich aber erst im 13. Jahrhundert entstand.
Die britische Machtergreifung in Malta um 1800 führte zu einer nachhaltigen Neubesiedelung Mellieħas.

## Wirtschaft und Bedeutung
Die Haupteinnahmequelle Mellieħas ist heute der Tourismus. Der Strand entlang der Mellieħa Bay gilt als der längste Sandstrand Maltas und wird von Touristen und Einheimischen intensiv genutzt. Die Mellieħa Bay ist gesäumt mit mehreren Hotels und einem dänischen Feriendorf.
Die strategische Lage entlang der Route von Valletta zu den Inseln Gozo und Comino macht Mellieħa zu einem Umschlagsplatz für die Güter umliegender Ländereien des Nordwestens Maltas. Zu Mellieħa gehört auch die Ortschaft Marfa Ridge, die bequem per Bus oder auch zu Fuß zu erreichen ist. Hier befinden sich der Fähranleger nach Comino und Gozo und der Hafen für Ausflugsboote, der auch für Taucher ein reichhaltiges Angebot bereithält.
Etwa zwei Kilometer westlich der Stadt befindet sich mit dem Popeye Village Fun Park eine wichtige Touristenattraktion am Ufer der Anchor Bay.

## Politik

### Wappen
Blasonierung: „In Blau ein erniedrigter goldener Sparren, überhöht durch einen sechsstrahligen silbernen Stern.“

### Städtepartnerschaften
Mellieħa unterhält Partnerschaften mit drei Städten:
- Adenau, Deutschland
- Agia Napa, Zypern
- Cavriglia, Italien

## Weblinks

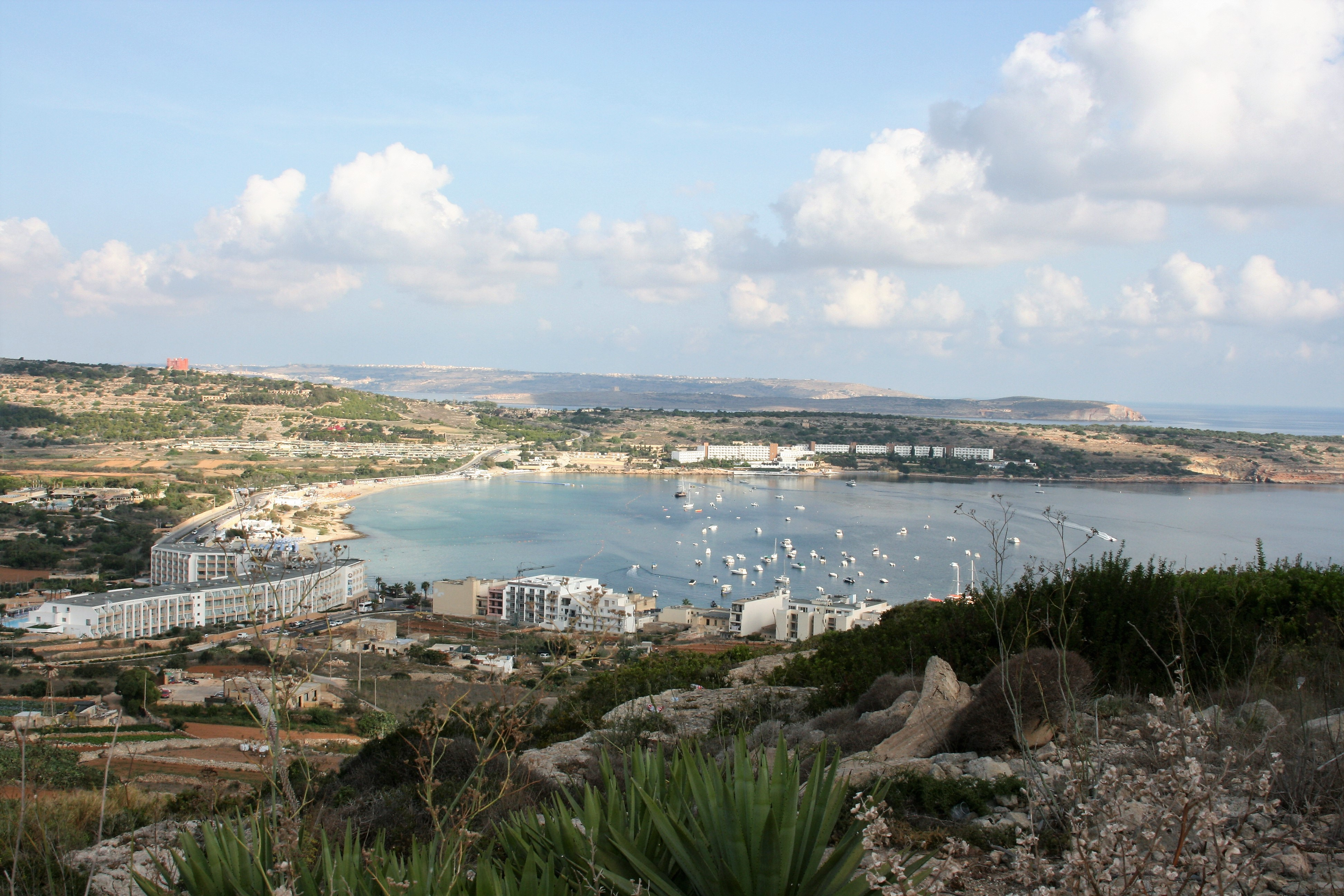
Blick auf Mellieħa Bay
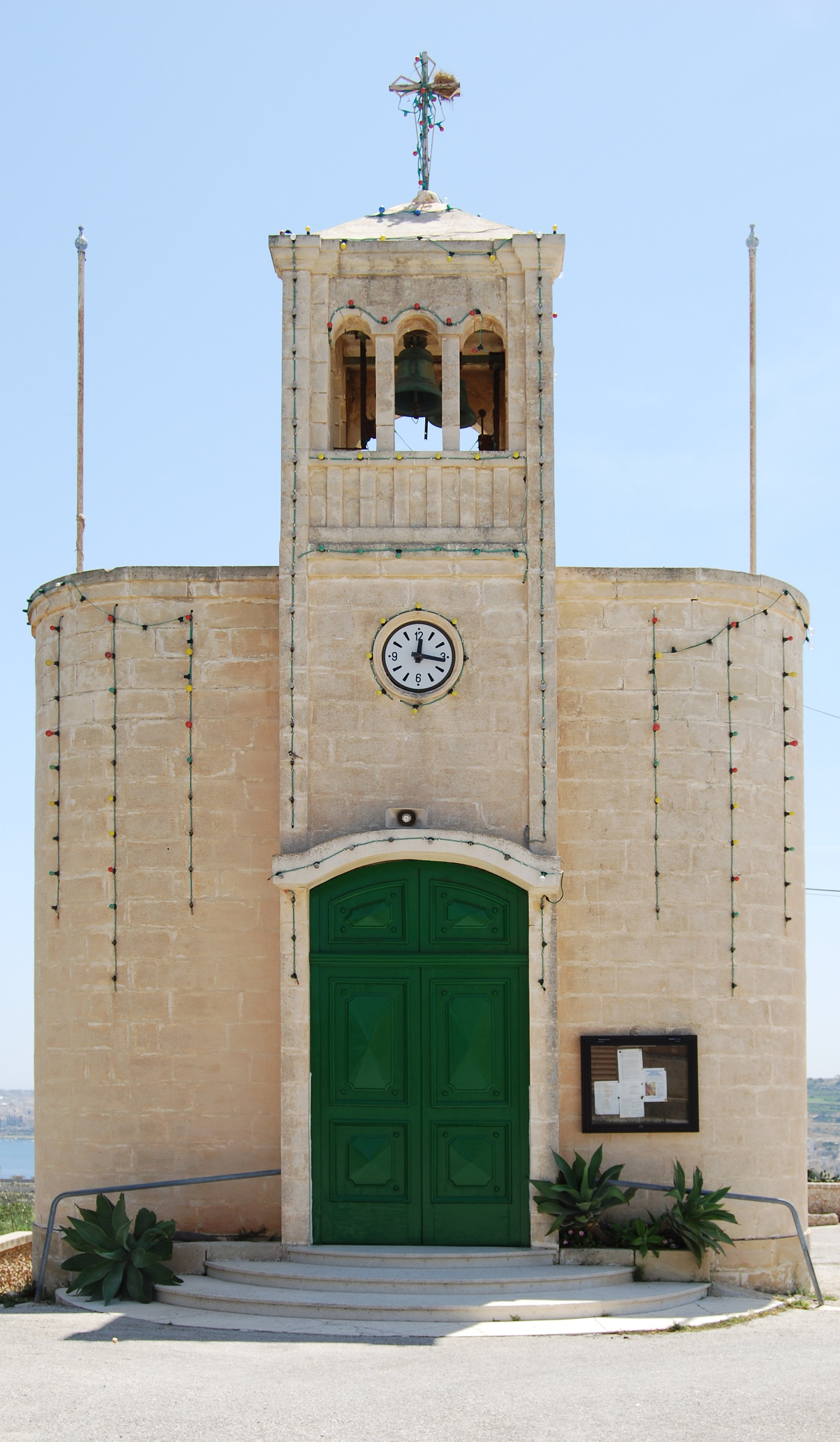
Die zu Mellieħa gehörende Selmun Church
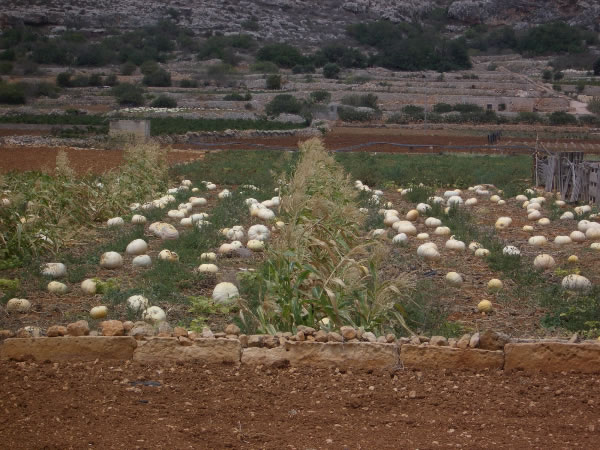
Anbau von Melonen in der Region Mellieħa
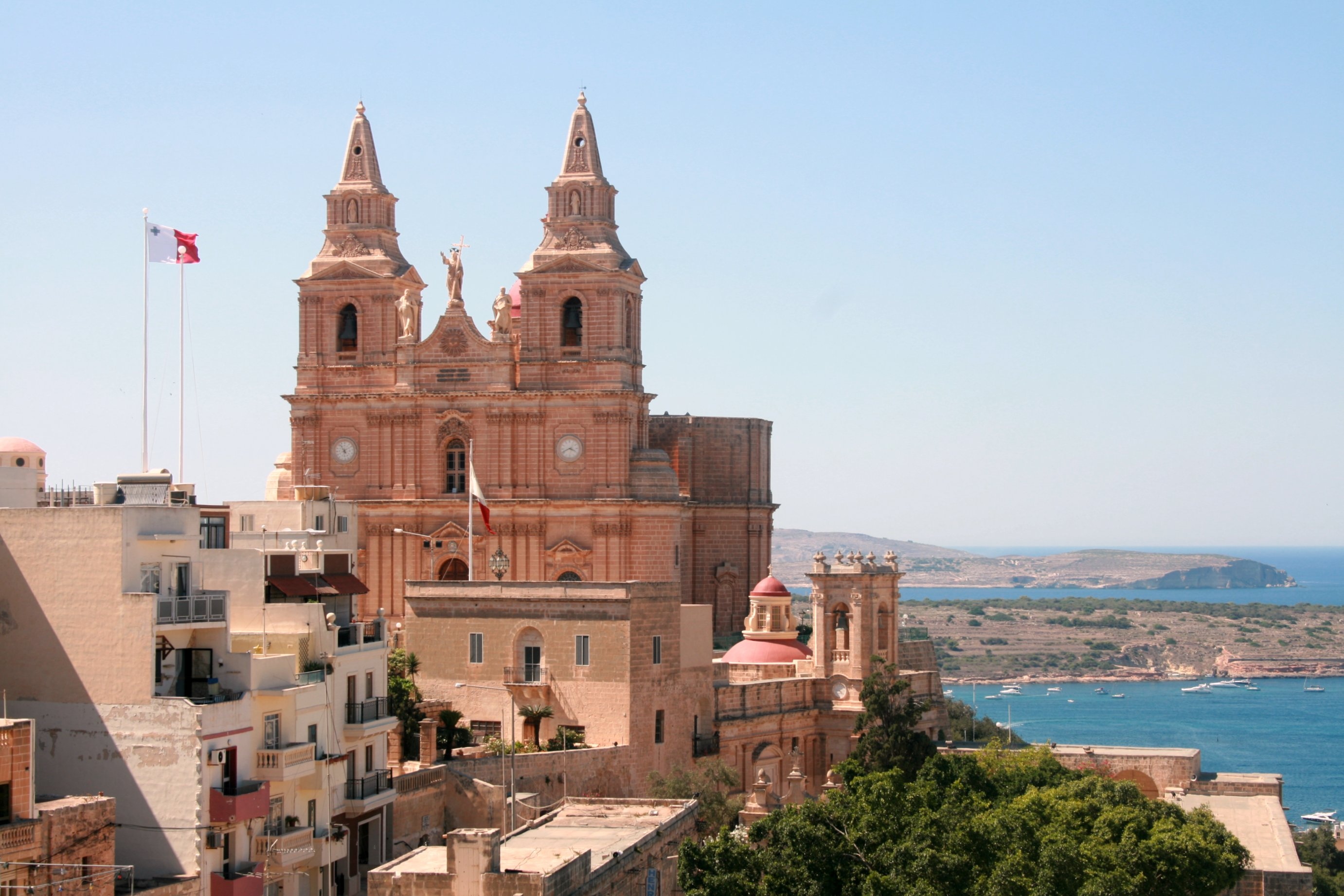
Die Parish Church in Mellieħa (Parroċċa tal-Mellieħa)
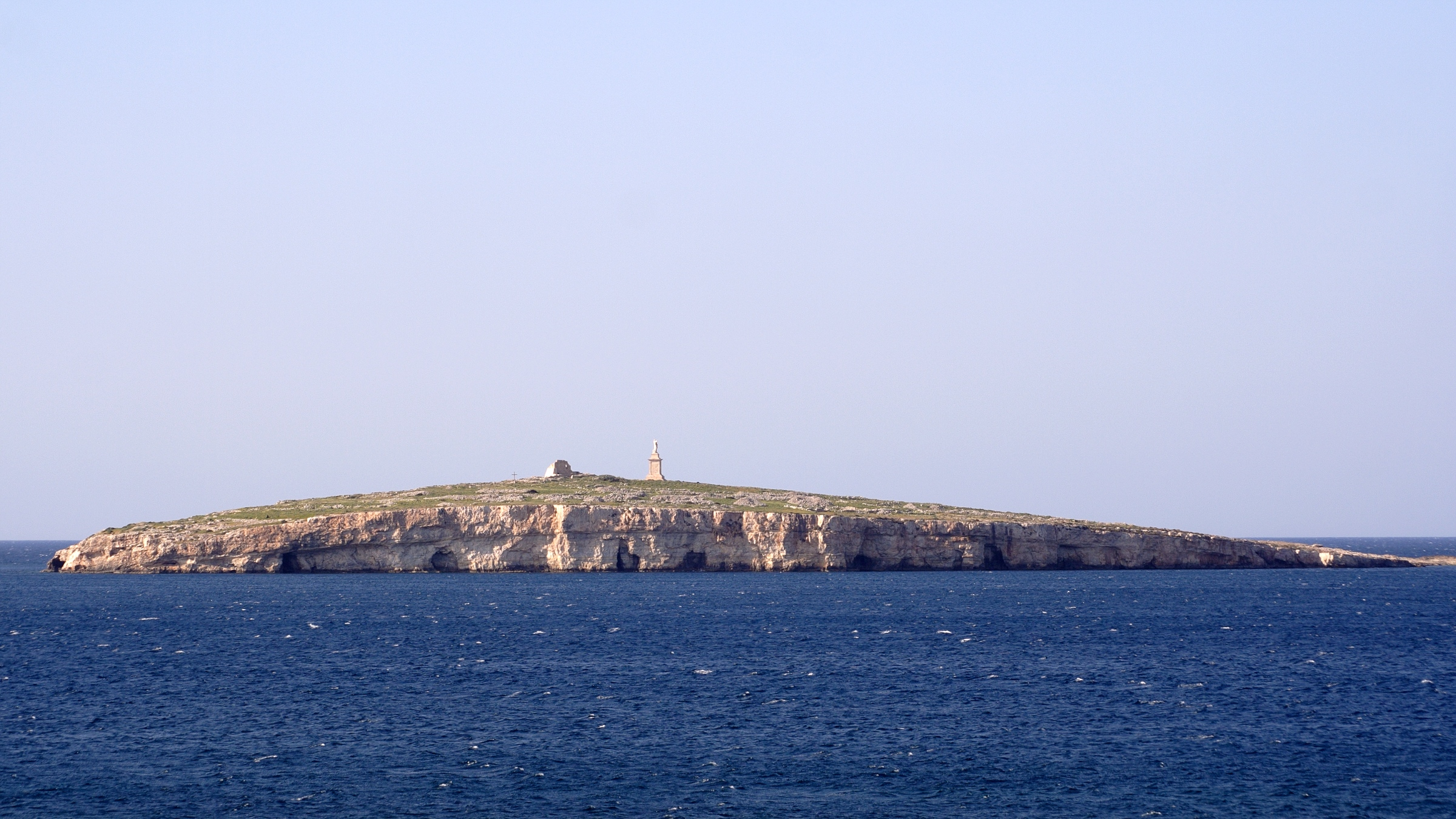
Saint Paul’s Island mit der Paulus-Statue

## Söhne und Töchter
- Evarist Bartolo (* 1952), Politiker
- Reuben Gauci (* 1983), Fußballspieler